# Cynthia Ettinger
Cynthia Ettinger (Californië, 18 april 1962) is een Amerikaans actrice.

## Biografie
Ettinger was van 1990 tot en met 1993 getrouwd met acteur Wally Kurth.

## Filmografie

### Films
Uitgezonderd korte films.
- 2013 Problem of Evil – als Josie
- 2011 Girls! Girls! Girls! – als ??
- 2007 License to Wed – als klerk van Macy
- 2006 Tenacious D in: The Pick of Destiny – als Betty Black
- 2003 Thirteen – als Cynthia
- 2001 Frailty – als Cynthia Harbridge
- 2000 Desperate But Not Serious – als kaartverkoopster
- 2000 Fail Safe – als Betty Black
- 2000 Camera Obscura – als huilende buurvrouw
- 2000 Behind the Seams – als serveerster
- 1998 The Effects of Magic – als Charlotte
- 1998 Deep Impact – als prettige vrouw
- 1995 Down, Out & Dangerous – als Monica Harrington
- 1992 Body Chemistry II: Voice of a Stranger – als Heather
- 1991 The Silence of the Lambs – als politieagente Jacobs
- 1990 Brain Dead – als verpleegster Anderson
- 1989 Martians Go Home – als patiënte van dr. Jane

### Televisieseries
Uitgezonderd eenmalige gastrollen.
- 2018 Here and Now - als Lydia - 3 afl.
- 2006 Deadwood – als Claudia – 10 afl.
- 2003 – 2005 Carnivàle – als Rita Sue Dreifuss – 24 afl.
- 2002 – 2003 Gilmore Girls – als Maureen Rollins – 2 afl.
- 2000 Providence – als Sylvia Rohan – 2 afl.